# إرنستو بيريث باياداريس
إرنستو بيريث بايإداريس Ernesto Pérez Balladares (ولد في يونيو 1946 في مدينة بنما) كان رئيسا لجمهورية بنما من عام 1994 حتى 1999. كان يطلق عليه El Toro أي الثور.
درس في جامعتي نوتردام وبنسيلفانيا، وعمل فترة في أحد البنوك في بنما ووسط أميركا. وفي عام 1975 اختاره الجنرال عمر توريخوس ليكون وزيرا للاقتصاد والمالية. وفي عام 1979 شارك في تأسيس الحزب الديمقراطي الثوري، واختير لأمانة الحزب في 1982.
وفي مايو 1994 خاض الانتخابات الرئاسية وفاز بها بنسبة 33% ضد ميريا موسكوسو من حزب أرنولفيستا.
تميزت سياسته بتشجيع اقتصاد السوق الحرة. وفي عهده تم تأميم شركة الكهرباء والهاتف، وفي عام 1997 انضمت بنما إلى منظمة التجارة العالمية.

## روابط خارجية
- إرنستو بيريث باياداريس على موقع IMDb (الإنجليزية)
- إرنستو بيريث باياداريس على موقع الموسوعة البريطانية (الإنجليزية)
- إرنستو بيريث باياداريس على موقع مونزينجر (الألمانية)